# Наміб
Пусте́ля Намі́б (порт. Namibe, англ. Namib) — прибережна пустеля в південно-західній Африці, що має площу близько 310 000 км² і тягнеться на 1900 км уздовж узбережжя Атлантичного океану від міста Намібе в Анголі, через всю Намібію (яка отримала від пустелі свою назву) до гирла річки Уліфантс у Капській провінції Південно-Африканської Республіки. Вона простягається вглиб континенту на відстань від 50 до 160 км до підніжжя внутрішньоконтинентального плато; на півдні вона з'єднується з південно-західною частиною Калахарі.
Назва «Наміб» мовою народу нама означає «місце, де нічого немає». Пустеля Наміб надзвичайно суха (вона отримує лише 10—13 мм опадів на рік) і, за винятком кількох прибережних міст, практично ненаселена. Наміб вважається найстарішою пустелею у світі: пустельні чи напівпустельні умови панують тут безперервно вже протягом 80 млн років, тобто пустеля існує ще з часів динозаврів. Унаслідок цього тут виникло декілька ендемічних видів рослин і тварин, що пристосовані до життя в місцевому надзвичайно ворожому кліматі і не зустрічаються більше ніде у світі.
У пустелі розвідані важливі поклади вольфрамових і уранових руд і алмазів. Довколишнє море надзвичайно продуктивне і приваблює численних тюленів, морських птахів і навіть пінгвінів, які, незважаючи на африканську спеку, гніздяться на пустельних берегах і прибережних островах.

## Фізіографія

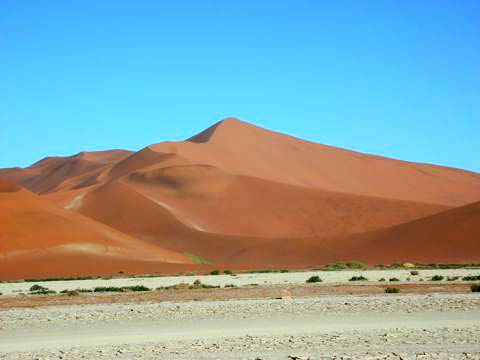
Дюна 7 висотою 383 м — найвища піщана дюна у світі

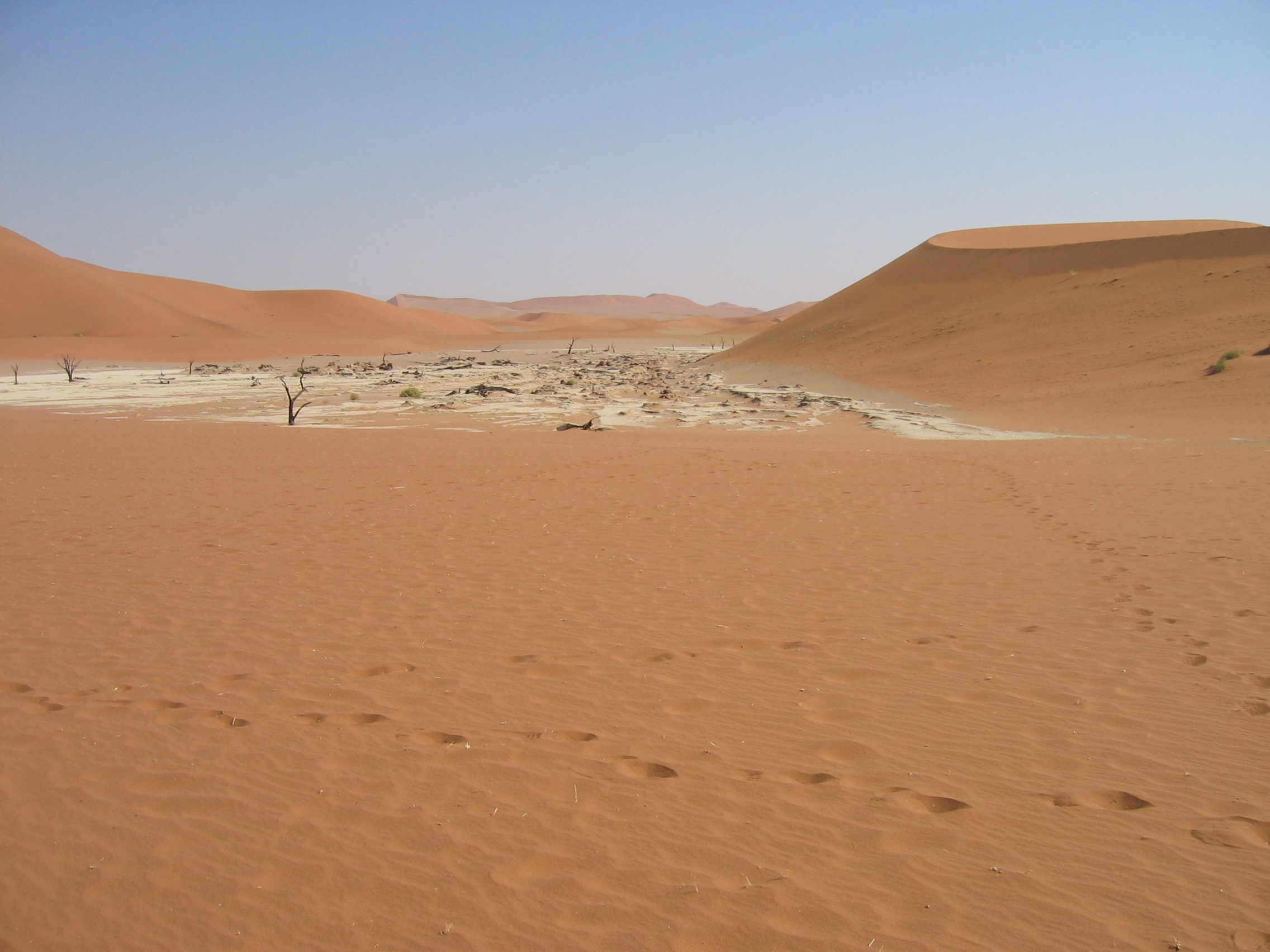
Влеї серед дюн

Пустеля розподіляється на три географічні зони, які тягнуться смугами удовж узбережжя: дуже вузька прибережна смуга, де добре відчувається вплив океану, зовнішній Наміб, який займає решту західної половини пустелі, і внутрішній Наміб у східній, найбільш континентальній частині пустелі. Між цими зонами існують широкі перехідні області.
Місцевість повільно підіймається на схід від океанського берега до рівня близько 900 м біля підніжжя континентального плато. Подекуди над пустелею здіймаються скелясті гори з крутими схилами, крізь які на півночі декілька річок прорізують глибокі ущелини зі стрімчастими стінами.
На півдні більшу частину поверхні покриває пісок, жовто-сірий біля узбережжя, і цегляно-червоний у внутрішніх районах. Пісок походить від наносів річки Оранжевої та інших потоків, які деколи стікають з континентального плато і течуть на захід, але ніколи на досягають моря. Пасма піщаних дюн тягнуться паралельно узбережжю з півночі—північного заходу на південь — південний схід; окремі дюни мають від 10 до 20 км завдовжки і від 60 до 240 м заввишки, серед них — так звана Дюна 7 висотою 383 м, яка є найвищою піщаною дюною у світі. Впадини між цими пасмами перетинаються меншими поперечними дюнами. Поверхню крайнього півдня пустелі утворює посічена вітром скельна основа, по якій гуляють рідкі бархани — невеликі дюни в формі півмісяця, вигнутого проти вітру, які досить швидко пересуваються за вітром з місця на місце.
Північна третина пустелі — регіон Каоковельд — складається переважно кам'янистими пустками і голими скельними полонинами з рідкими полями піщаних дюн і розсіяними по місцевості вивітреними горами.

## Водотоки
Вода стікає в пустелю з внутрішньоконтинентального плато. Пустелю перетинають лише дві цілорічні річки: Кунене на кордоні Намібії з Анголою, і Оранжева на кордоні з ПАР. Решта русел виповнюється поверхневими водами лише на нетривалий час раз на декілька років після того, як на внутрішньому плато трапляються особливо потужні зливи. У північній половині Намібу найбільші з цих потоків досягають океану, але на півдні між Куйсебом і Оранжевою всі вони губляться в солончакових чи грязьових впадинах влеї (афр. vlei), перед пасмами піщаних дюн чи в проміжках між ними.
Деякі з русел мають постійний підземній стік, коли вода просочується в пісок і повільно тече під піском поверх шару водонепроникної породи. Цей підземний стік використовують для водопостачання прибережних міст. Зокрема, підземним стоком річки Кусейб, який перехоплюється за 40 км від морського берега, живляться Волфіш-Бей і Свакопмунд; підземний стік річки Койхаб, що губиться в дюнах, водоводом довжиною 130 км доставляється до порту Людериц в південній частині Намібії.

## Ґрунти
Велика частина поверхні Намібу повністю позбавлена ґрунту, являючи собою голу корінну породу; інші області покриті повзучими пісками. Ґрунти, що тут зустрічаються, як правило, дуже засолені, загіпсовані чи міцно зцементовані вапном; останні утворюють суцільну поверхневу кірку. Придатні для рільництва ґрунти існують лише в заплавах і на терасах вдовж головних річок і подеколи заливаються повінню.

## Клімат
У прибережній зоні дощі не випадають майже ніколи, але вологість повітря завжди дуже висока і знаходиться майже на рівні насичення. Холодна океанська Бенгельська течія, що тече з півдня уздовж узбережжя, охолоджує повітря і створює туман. Холодне повітря, яке несе морським бризом вглиб континенту, утворює температурну інверсію приблизно 300 м завтовшки, з туманом у нижньому шарі і гарячим та сухим повітрям нагорі.
Густі тумани та швидкі течії, характерні для цих місць, утруднюють судноплавство і призводять до численних корабельних аварій біля берегів пустелі. Особливо небезпечним виявляється ділянка узбережжя на південь від гирла Кунене, так званий Берег Скелетів. Це справжнє кладовище загиблих кораблів; корпуси деяких із них лежать на відстані до 50 м від води — пустельні вітри, які постійно несуть пісок у море, поступово зсувають берегову лінію на захід.
На узбережжі майже немає різниці між денними й нічними чи зимовими й літніми температурами; температура повітря тут рідко виходить за межі від 10 до 16 °C. У внутрішніх областях пустелі літні температури сягають 31 °C; лише в місцях, куди не досягає прохолодний морський бриз — з підвітряного боку дюн чи в глибоких каньйонах — спостерігаються температури вище 38 °C, характерні для пустель низьких широт. Уночі у внутрішніх областях температура подеколи опускається до нуля. Щороку протягом декількох днів, як правило, навесні чи восени, зі сходу налітає гарячий сухий вітер (місцеві жителі називають його берг, тобто «гірський»). Він підвищує температуру повітря вище 38 °C над всією пустелею і приносить великі хмари пилу, які досягають океану і помітні навіть із космосу. 
Рідкі дощі, як правило, випадають в виді коротких потужних злив. Щорічний рівень опадів на узбережжі дорівнює 13 мм і з просуванням вглиб континенту поступово збільшується, досягаючи рівня 52 мм біля підніжжя внутрішньоконтинентального плато на східній межі пустелі. Але трапляються роки, коли дощів не випадає зовсім. Утім, внаслідок особливостей клімату вранці тут спадає дуже рясна роса, і для деяких видів рослинності і тварин вона є важливішим джерелом вологи, ніж опади. Крайнього півдня пустелі іноді досягають зимові шторми, які вирують над південною Африкою в районі мису Доброї Надії; на високих південних горах подеколи випадає сніг.

## Флора і фауна
У пустелі можна виділити шість природних зон зі своїми характерними типами рослинності:
- прибережна зона, де рослинність складається з сукулентів, які більшість вологи отримують від туману і роси;
- зона зовнішнього Намібу, практично позбавлена будь-якої рослинності;
- степова зона внутрішнього Намібу, яка може бути голою роками, але після дощів покривається густим килимом невисоких трав, як однолітніх, так і многолітніх, що переживають посуху під землею у вигляді цибулин та бульб;
- дюни внутрішнього Намібу, на яких може рости несподівано багате різноманіття чагарників і високих трав;
- долини найбільших річок, удовж яких можуть рости великі дерева, зокрема акації;
- південна зона зимових дощів, де ростуть чагарники, які здатні витримувати літню посуху.

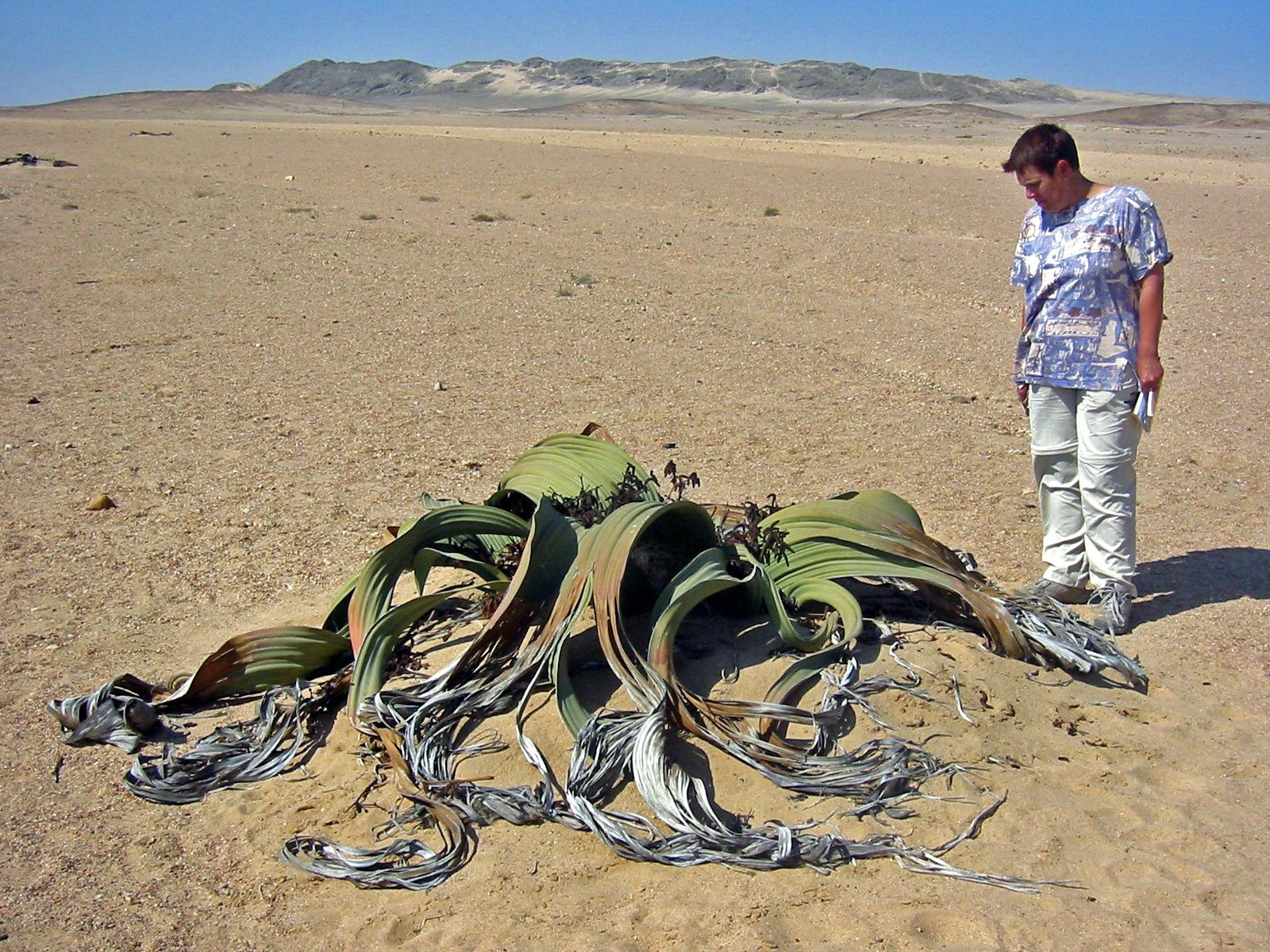

Одна з найдивовижніших місцевих рослин — тумбоа, чи вельвічія (Welwitschia mirabilis), росте в північній частині пустелі. Вельвічія відрощує лише два гігантських стрічкоподібних листки, що повільно ростуть все її життя, яке може сягати 100 років і більше, але рідко перевищують 3 м завдовжки, тому, що постійно стираються вітром, який роздирає листя на вузькі смуги і переплутує їх. Листя кріпляться до коренеплоду, який нагадує велетенську редиску конічної форми від 60 до 120 см у діаметрі, і стирчить з землі на 30 см. Коріння вельвічії уходять в землю на значну глибину. Вельвічія відома своєю здатністю рости у надзвичайно сухих умовах, використовуючи росу і туман як основне джерело вологи. Вельвічія — ендемічна рослина для північного Намібу — зображена на державному гербі Намібії.
У трохи вологіших місцях пустелі зустрічається інша визначна рослина Намібу — нара (Acanthosicyos horridus), ще один місцевий ендемік, що росте на піщаних дюнах. Її плоди становлять харчову базу і джерело вологи для різноманіття тварин, які зазвичай не спроможні вижити у пустелі — від африканських слонів до антилоп і їжатців.
Ще одна характерна пустельна рослина — кокербом, чи сагайдачне дерево (Aloe dichotoma) — сукулент висотою до 7 м.
Полонини та дюни внутрішнього Намібу надають притулок декільком різновидам антилоп, зокрема гемсбок (орикс) і шпрінгбок, а також страусам і подекуди зебрам. Слони, носороги, леви, гієни і шакали зустрічаються на півночі пустелі, особливо в долинах річок, які течуть з внутрішнього плато до Атлантики. Дюни зовнішнього Намібу служать домівкою деяким павукам, комахам (в основному жукам і мурашкам) і плазунам, зокрема геконам і зміям, але ссавці тут практично відсутні.

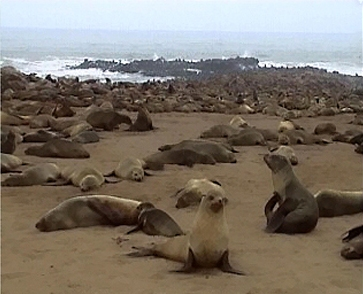
Тюленяче лежбище на мисі Кейп-Кросс

Прибережне море внаслідок створюваного течією Бенгела апвелінгу надзвичайно багате рибою. Вона приваблює сюди велику кількість тюленів, які в сезон розмноження виходять на пустельні береги сотнями тисяч, щоб вивести малят. Тюленячі лежбища знаходяться переважно в межах Шпергебіту та національного парку «Берег Скелетів», доступ куди суворо обмежено; туристи відвідують лише лежбище на території заповідника Кейп-Кросс на півночі від Свакопмунду. З колоній тюленів живляться групи сухопутних хижаків — шакалів, гієн, а також так звані берегові леви (які полюють на хворих та знесилених особин і малят) і деякі гризуни. Прибережна зона з островами також щільно населена колоніями морських птахів — фламінго, пеліканів, бакланів; на півдні, на островах бухти Людериц, існують значні колонії пінгвінів. З невеликих прибережних островів, таких як Ічабо, щороку збирають значну кількість пташиного гуано.
Пустеля Наміб існує вже близько 80 млн років, і місцеві тварини мали багато часу для еволюції і набуття численних еволюційних пристосувань, як у біологічній будові, так і в поведінці, до пустельної спеки і посухи, завдяки яким стало можливим їх виживання в цьому надзвичайно ворожому кліматі. Наприклад, намібський гекон може бігати по піску, який розжарюється сонцем до 60 °C; коли йому доводиться зупинитися, він стоїть по черзі то на одній, то на другій парі ніг, врятовуючи їх від опікування. Коли температура підіймається ще вище, він просто закопується в пісок, який вглибині значно прохолодніший. Подібну стратегію виживання демонструють також місцеві гримучі змії і карликові гадюки під час полудневої спеки. При тому кінчик хвоста вони залишають на поверхні і використовують його як наживку для приваблення дрібних тварин, що приймають хвіст за комаху. Інші тварини повністю перейшли до підземного життя, як, наприклад, золотисті кроти, чи активні лише під час нічної прохолоди.
Джерела питної води в пустелі надзвичайно рідкі, і місцеві рослини і тварини винайшли дивовижні способи її здобуття. Вночі і рано вранці південно-західний вітер несе вглиб країни хмари густого туману, який досягає відстані до 80 км від узбережжя, і багато місцевих рослин і тварин мають шкіру, пащу, чи листя, спеціально пристосовані для збирання ранкової роси. Найвищий ступінь пристосування до цього демонструють місцеві жуки виду Onymacris unguicularis. Вранці вони підіймаються на гребні високих дюн і здіймають черевце догори; на черевці конденсується волога, яка стікає по ньому до рота. Подробиці цих процесів та пристосувань вивчають дослідники пустельної наукової станції Гобабеб з метою розробки методів використовування конденсованої вологи у господарстві.

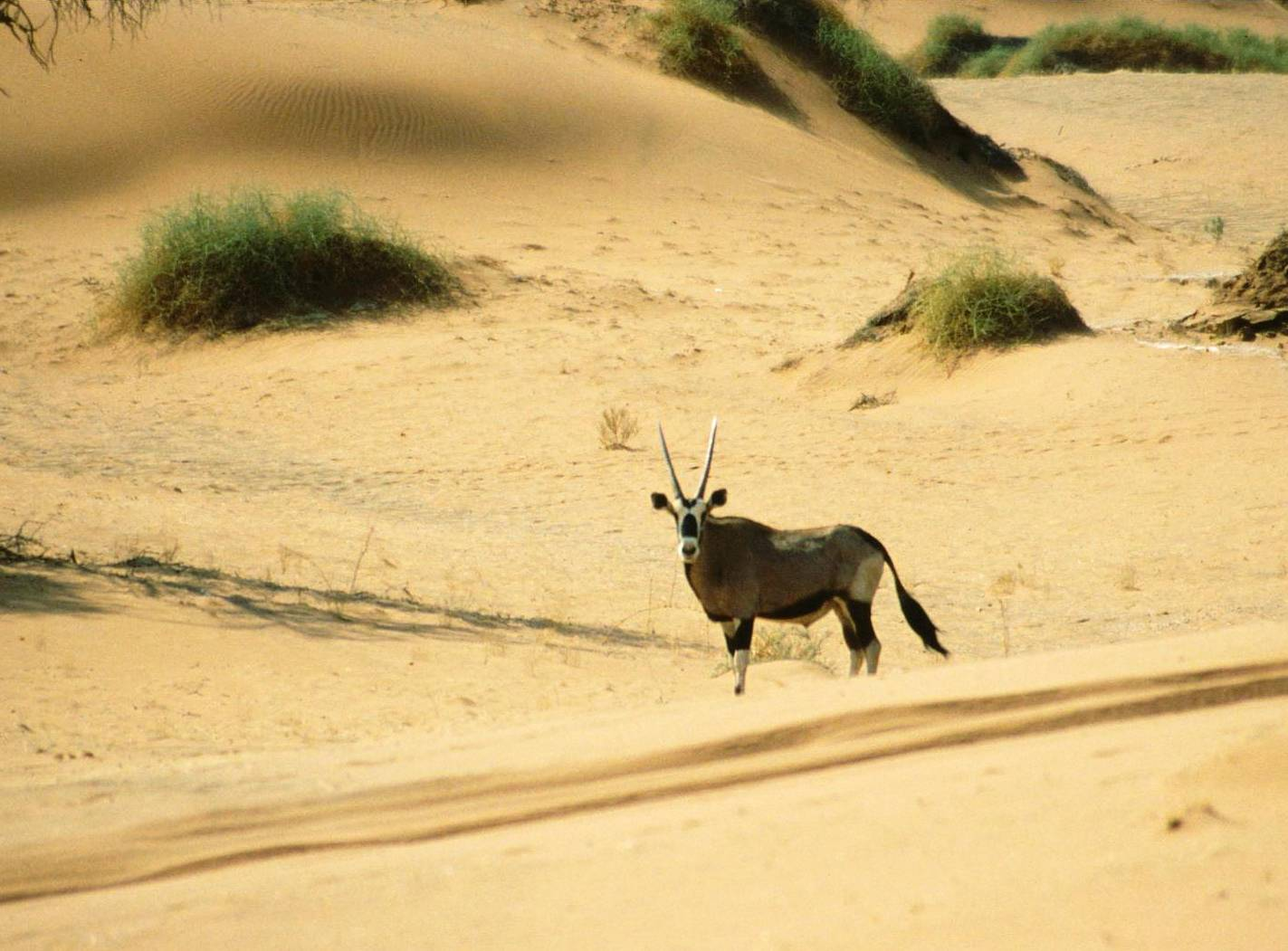
Антилопа орикс

Великі тварини також пристосовуються до пустельних умов; наприклад, носороги — шляхом збільшення своєї харчової території. Один носоріг у пустелі харчується з площі близько 2000 км², у декілька разів більше, ніж носороги в інших африканських місцевостях. Вони також мають ширші ноги, які менше провалюються в пісок. Пустельні слони демонструють надзвичайний хист до розшукування та розкопування джерел ґрунтових вод; вони роблять це настільки успішно, що повстає загроза вичерпання запасів підземних вод в деяких місцевостях. Але з усіх великих ссавців найбільш пристосовані до пустелі антилопи орікс. Вони можуть обходитися взагалі без рідкої води — всю вологу, потрібну їм для життя, вони отримують з їжі; до того ж, вони здатні без шкоди для себе витримувати підвищення температури тіла до 40 °C.

## Населення та економіка
До початку XX ст. по пустелі кочували нечисленні групи народу сан (бушменів). Вони збирали все, що можна знайти їстівного на березі моря, і полювали у внутрішньому Намібу, під час своїх мандрівок часто використовуючи як воду тільки гіркий сік пустельних динь цама. Невелика кількість гереро досі займаються традиційним скотарством в пустельній частині Каоковельду, переганяючи стада худоби та кіз між нечисленними колодязями. Однак більша частина Намібу зараз зовсім ненаселена і незаймана будь-якою економічною активністю після того, як аборигенні народи переселилися до сприятливіших місць і пристосувалися до інших способів життя. Утім, деякі ділянки пустелі продуктивні в той чи інший спосіб.
Степові простори на крайньому півдні внутрішнього Намібу поділені між великими приватними фермами (ранчо), де працюють місцеві жителі під керівництвом європейських менеджерів. На цих фермах вирощують каракулевих овець; шкіри новонароджених ягнят овець цієї породи, покриті хвилястою м'якою вовною, експортують до Європи, де з них шиють зимовий одяг.
Більшість території північного та центрального Намібу є заповідною та рекреаційною зоною. Національний парк «Пустеля Наміб» в центральній частині надає притулок стадам зебр, антилоп і страусів. Смуга 210 км завдовжки удовж узбережжя на північному заході від Свакопмунду становить Національну туристичну зону Західного узбережжя; в її межах знаходиться тюленевий заповідник Кейп-Кросс, створений для захисту традиційних місць розмноження тюленів. Далі на північ знаходиться Національний парк «Берег Скелетів», доступ до якого обмежується з міркувань збереження і захисту тендітної пустельної екосистеми.
На великій території між річками Куйсеб і Оранжевою і на 130 км вглиб континенту проголошений Шперґебіт (нім. Sperrgebiet — заборонена зона), доступ до якого суворо обмежений через наявність в ньому родовищ алмазів. Алмази видобуваються промисловим способом з алювіальних наносів поблизу узбережжя, переважно біля гирла Оранжевої. Алмази становлять біля третини всього намібійського експорту.
На намібійському узбережжі Атлантичного океану існує лише чотири значні міські центри.
Свакопмунд — літня столиця країни і популярний океанський курорт, досі зберігає атмосферу колоніальних часів, коли Південно-Східною Африкою володіла Німеччина. З середини грудня до середини лютого більшість столичних і урядових функцій переміщується з Віндгуку до Свакопмунду, щоб уникнути літньої спеки, яка панує у внутрішніх областях країни. Розвитку Свакопмунду сприяла розробка родовищ уранових руд за 40 км на схід.

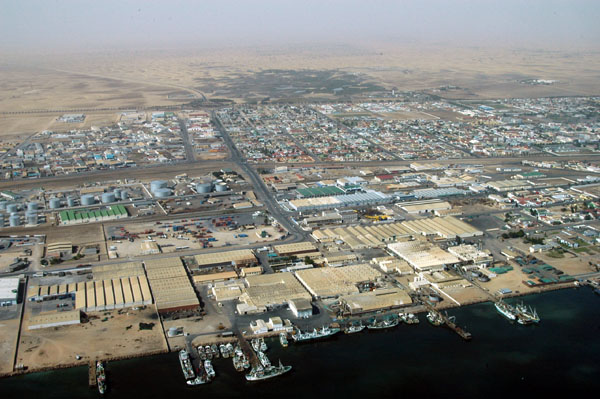
Порт Волфіш-Бей

Волфіш-Бей розташований на південь від Свакопмунду; раніше він належав до Південної Африки і був приєднаний до Намібії в 1994 році. Це сучасне портове місто зі змішаним населенням; тут живе багато переселенців нама з центру і півдня країни, але більшість місцевих африканців становлять трудові мігранти амбо з Анголи, які працюють в порту. Порт служить базою великому рибальському флоту, який постачає рибу як до підприємств рибної промисловості у місті, так і до плавучих рибоконсервних заводів у відкритому морі.
Людериц, невеликий порт у мілководній скелястій бухті в південній Намібії, веде невелику торгівлю з Волфіш-Беєм і Кейптауном і є центром лову та переробки омарів.
Ораньємунд в гирлі Оранжевої — шахтарське місто і центр видобутку алмазів на південному узбережжі і на північному березі Оранжевої.
Пустелю Наміб перетинають залізничні лінії і асфальтовані автодороги, які виходять із Волфіш-Бею — Свакопмунду і Людерицу і з'єднуються з внутрішньоконтинентальною транспортною мережею Намібії і Південної Африки. Існують також прибережні автодороги: зі Свакопмунду на північ приблизно на 210 кілометрів уздовж туристської зоні, між Свакопмундом і Волфіш-Беєм і між Людерицем і Ораньємундом; на решті території пустелі — на півночі в Каоковелді і між Волфіш-Беєм і Людерицем — сучасних транспортних шляхів немає.

## Історія дослідження
Дослідження берегів пустелі почалося в XV ст. португальськими експедиціями, які шукали морського шляху на Схід довкола Африки. Просуваючись на південь удовж африканського узбережжя, португальці встановлювали по березі кам'яні хрести з написами, які свідчили про приєднання цих земель до володінь португальської корони. Один із таких хрестів зберігся досі на березі пустелі Наміб на мисі Кейп-Кросс, на північ від Свакопмунду.
На початку XIX ст. бухта Волфіш-Бей служила базою китобійному флоту з Нової Англії, також існували декілька караванних шляхів через пустелю, якими торговці й місіонери діставалися до районів внутрішнього плато. Зрештою про пустелю майже нічого не було відомо до кінця XIX ст. Лише коли в південно-західній Африці була заснована німецька колонія, почалося планомірне вивчення і картографування цієї місцевості.